# La tía Tula
Pour plus de détails, voir Fiche technique et Distribution.
La tía Tula (La Tante Tula) est un drame espagnol réalisé par Miguel Picazo, sorti en 1964. Transposition du roman de Miguel de Unamuno dans l'Espagne franquiste des années 1960, c'est un film moderne sur le deuil, la répression sexuelle et l'obscurantisme, classique du Nouveau Cinéma Espagnol, plusieurs fois primé, et considéré par Luis Buñuel comme le « meilleur film espagnol qu'il ait jamais vu ». Son scénario soigné a réussi à surmonter le problème de la censure et  à offrir une vision réelle de l'Espagne de l'époque.
Alors que la Tula (es) d'Unamuno, symbole de la maternité, prenait soin de ses neveux sans rien attendre en retour, Picazo actualisait le sens du personnage, la transformant en signe et  victime de la répression sexuelle  qui était encore en vigueur dans l'Espagne provinciale des années 1960.

## Synopsis
À la mort de sa sœur Rosa, Tula emmène son beau-frère Ramiro et ses deux neveux vivre dans sa maison. La coexistence devient de plus en plus difficile, car un prétendant de Tula veut que Ramiro l'influence et facilite ainsi le mariage avec sa belle-sœur. Mais Ramiro se sent enclin à Tula et propose de l'épouser.

## Fiche technique
- Réalisation : Miguel Picazo
- Scénario : Luis S. Enciso, José Miguel Hernán, Manuel L. Yubero et Miguel Picazo, d'après le roman de Miguel de Unamuno (1907-1921)
- Photographie : Juan Julio Baena
- Musique : Antonio Pérez Olea
- Pays d'origine :  Espagne
- Durée : 109 minutes
- Date de sortie : 21 septembre 1964

## Distribution
- Aurora Bautista : Tula
- Carlos Estrada : Ramiro
- Irene Gutiérrez Caba : Herminia
- Laly Soldevila : Amalita
- Enriqueta Carballeira : Juanita

## Récompenses et distinctions
- Festival de Saint-Sébastien : Coquille d'argent de la meilleure réalisation et prix du meilleur film en espagnol[5]
- Círculo de Escritores Cinematográficos : 8 prix dont ceux du meilleur film et du meilleur réalisateur[6]
- Prix Sant Jordi du cinéma : prix du meilleur film et de la meilleure actrice pour Aurora Bautista[7]
- National Board of Review : top 5 des meilleurs films étrangers en 1965[8]